# 2022-es pápua új-guineai földrengés
2022. szeptember 11-én egy 7,6-os magnitúdójú földrengés érintette Pápua Új-Guineát Morobe tartomány északi részén. A hipocentrum mélysége 116 kilométerre volt a Finisterre-hegység alatt. A Mercalli-skálán VIII-as (romboló rengés) értékelést kapott. Országszerte lehetett érzékelni a rengést és egyes esetekben még Indonéziában is érezhető volt. Legalább 12 ember meghalt és 42 megsérült. 2002 óta a legerősebb földrengés volt az országban.

## A földrengés
Az USGS szerint a földrengés moment magnitúdója (Mww) 7,6 volt, 116 kilométeres mélységben. A GEOSCOPE pedig 7,7-es méréseket végzett, 39 kilométer mélységben, míg az Európai-Mediterrán Szeizmológiai Központ 7,6-ot, 80 kilométer mélységgel. Egy normál vető elmozdulásának következtében történt. Az USGS azt mondta, hogy az ehhez hasonló elmozdulások általában 75×30 km méretűek szoktak lenni.
Az ilyen típusú középmély földrengések a felszínen minimális kárt szoktak okozni, de a nagyobb rengések epicentrumuktól távol is érezhetőek.

## Hatása

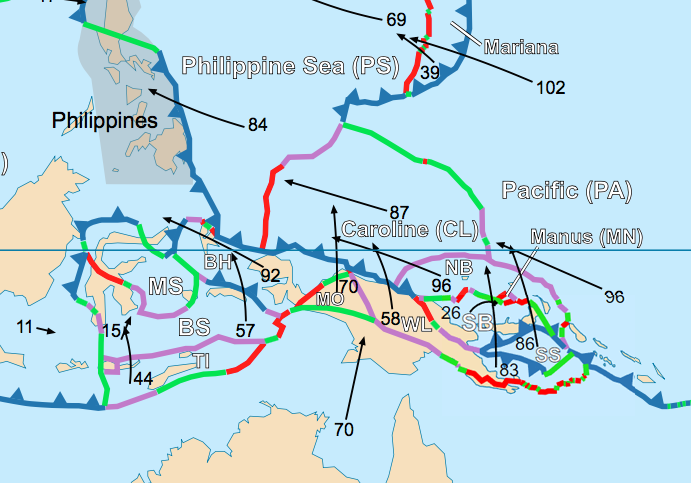
Kőzetlemezek Pápua Új-Guinea térségében. A nyilak az elmozdulásuk irányát mutatják

A földrengés következtében 12 ember vesztette életét és legalább 42-en sérültek meg. James Marape miniszterelnök azt nyilatkozta, hogy a pusztulás mértéke nem ismert, de több régiót is érintett. Kessy Sawang helyi politikus szerint a Finisterre-hegység körül és a parton található településeken nagy volt a pusztítás és esély volt további halálozásokra. Kijelentette, hogy embereket és otthonaikat is eltemette a földrengés következtében történt földcsuszamlás. Egy Port Moresby-i tisztviselő azt mondta, hogy egy ilyen méretű földrengéshez képes a pusztulás súlyos volt. Wauban, az ország keleti részén található aranybányász-városban hárman meghaltak. A Morobe Tartományi Katasztrófaigazgató, Charley Masange jelentése szerint a tartományban többen is megsérültek az összeomló épületek törmelékeinek következtében. Kórházakban, házakban, utakban és autópályákban is kárt tett a földrengés. Egy ember meghalt a Rai Coast körzetben egy földcsuszamlás következtében. Kabwumban hárman életüket vesztették és sokan megsérültek. Épületek is összeomlottak a körzetben, túlélőket helikopterrel kellett elszállítani a területről. Tisztviselők jelentései szerint Lae tartományban bányászokat maga alá temetett egy földcsuszamlás. Négyen haltak meg Nawae körzetben, köztük egy férfi, aki egy sziklaomlás következtében vesztette életét. Hasonló sorsra jutott egy 16 éves lány Rokuban.
A Mission Aviation Fellowship által készített felvétel alapján több földcsuszamlás is történt, de minimális kárt okozott. A hegységben található falvakban a legtöbb épület ép maradt, a lakosok „nagyon erős rengéseket” jelentettek. Több helyen is felrepedeztek az utak, károsodtak házak és autók, illetve a legtöbb boltban leestek a polcokról a termékek. Vezetékekben is kár esett Kainantu városában. A rengések ott nagyjából egy percig tartottak. A hegységben, ahol több ezren laknak kis falvakban nem lehet tudni mekkora volt a kár, de valószínűleg ott is nagy hatása volt a földrengésnek. A Gorokai Egyetemen egy hét emeletes épület is károsodott, több helyen repedések jelentek meg és az ablakok is betörtek. Tizen megsérültek és legalább 150-en lakhatás nélkül maradtak a tanulók közül.
A Ramu vízenergiai állomás Kainantuban szintén károsodott, aminek következtében Madang és Morobe tartományokban áramszünetek voltak. Lae-ben és Madangban található energiaellátókban szintén kárt okozott. A tengeralatti Kumul kábelrendszer, ami Port Moresby-t és Madangot, illetve a Pipe Pacific Cable, ami Port Moresby-t és Sydney-t köti össze, szintén megszakadt. Az ország internet-szolgáltatása több helyen is szünetelt. A hegységen átvezető fő autópálya is károsodott, főleg Markham és Ramu környékén. Több földcsuszamlás is történt az epicentrum közelében. Egy kormányfaluban, Madangban legalább 15 házban kár esett és többen is otthon nélkül maradtak a tartományban. Madangban összességében 389 ház sérült meg és 10-en sebesültek.